# 유성

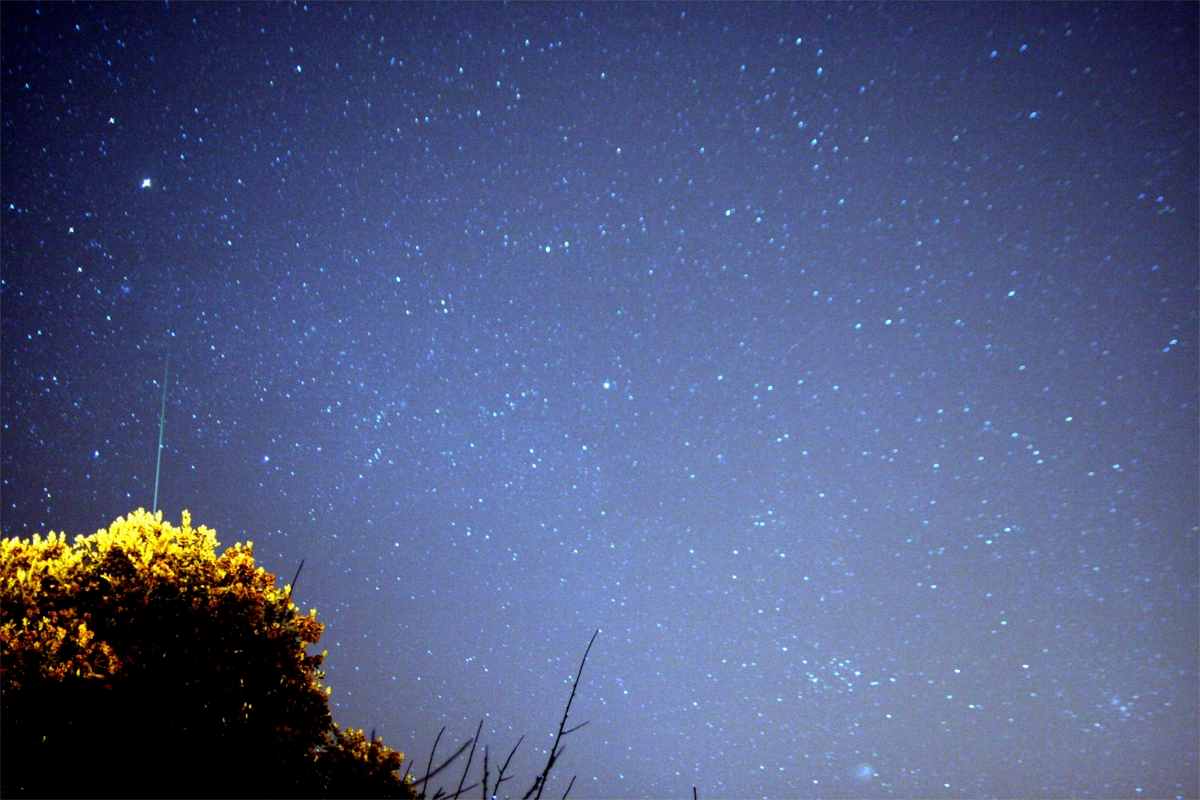
홈즈 혜성과 쌍둥이자리 유성우

유성(流星; 문화어: 류성, 별찌, meteorite)은 별똥 또는 별똥별이라고도 하며, 유성체(문화어: 별찌)가 지구 대기권으로 매우 빠른 속도로 돌입하여 밝은 빛줄기를 형성하는 것이다. 유성은 지구 대기에서 일어나는 현상이며, 스스로 빛을 내는 항성과는 다른 것이다.
유성은 혜성에서 떨어져 나온 돌가루라고 생각할 수 있으며, 유성이 되는 유성체는 대부분 굵은 모래알 정도로 작은 것들이다. 100km 정도 떨어져 있는 두 지점에서 유성을 동시에 관측하면 유성이 발생한 고도를 측정할 수 있다. 맨눈으로 볼 수 있는 유성은 대부분 약 70km 상공에서 발생한 것이다. 또한 스트로보스코프(Stroboscope)를 사용하여 유성을 사진으로 촬영하면 유성체의 속력을 측정할 수 있는데, 평균 50km/s 정도로 측정된다. 지구의 대류권의 두께가 10km 정도임을 생각하면 매우 빠름을 알 수 있다.
혜성에서 나온 유성체는 초기에는 잘 모여서 띠를 이루다가 시간이 지남에 따라 햇빛에 의한 압력, 해와 목성과 같은 태양계 안의 큰 천체에 의한 중력 건드림(섭동)에 의해 원래 궤도를 이탈하여 태양계의 황도면에 퍼지게 된다. 나이가 젊은 유성류 속에는 혜성이 한 번 해에 접근할 때 함께 나온 젊은 유성체 띠가 존재하는데, 이 띠를 지구가 관통할 때면 1초 당 1개 정도로 별똥이 매우 많이 나타나며 그것들은 하늘의 한 점에서 나오는 것으로 보인다. 이것을 별똥만발(meteor outburst)이라고 한다. 혜성으로부터 나온 지 어느 정도 오래된 유성체들은 느슨한 형태로 유성체 흐름을 이루고 있다. 그 속을 지구가 관통할 때면 1분당 1개 정도의 유성을 볼 수 있다. 이것을 유성우라고 한다. 또한 모혜성에서 떨어져 나온 지 많은 시간이 흘러 원래 궤도에서 벗어난 유성체들이 지구 대기 속으로 돌입하여 생기는 유성은 산발유성이라고 한다.

## 유성의 색깔
실제로 빛을 내는 부분은 뜨거워진 유성체 자체가 아니다. 유성체가 그 주위를 둘러싼 대기 속의 원자와 분자를 이온화했다가 그것이 재결합될 때, 또 들뜸 상태가 되었다가 되어가라앉음 상태가 될 때, 빛이 나오게 된다. 이 빛들은 원자나 분자의 종류에 따라 특유의 파장을 갖는데 그 때문에 유성의 빛깔이 다른 것이다. 이때 유성체에서 증발한 철, 마그네슘과 같은 원소도 마찬가지로 특유의 색깔을 내게 된다.

## 화구
평범한 유성보다 훨씬 밝은 유성을 말한다. 동양에서는 천구성(天狗星)이라고 불렀으며, 서양에서는 ‘fireball’이라 하는데, 이를 한자 용어로 ‘화구(火球)’로 번역했다. 국제천문연맹의 정의에 따르면, 화구는 지상에서 맨눈으로 볼 수 있는 행성들보다 더 밝은 유성을 말한다. 즉, 안시등급으로 -4등급보다 밝은 유성을 말한다. 유성을 연구하는 아마추어 천문가들의 모임인 국제유성기구는 국제천문연맹보다 더 과학적으로 정의하였다. 즉, 화구는 천정에서 보면 안시등급이 -3등급보다 밝은 것이라고 하였다. 이것은 지평선 근처의 하늘이 천정보다 더 밝고, 또한 유성에서 나온 빛이 대기를 통과해 오는 거리가 더 멀다는 점을 보정하여 생각하는 것이다. 즉 고도가 5도인 유성이 -1등급으로 관측되더라도 실제로 그 유성이 발생한 곳의 바로 아래에 있는 사람은 -6등급으로 보게 될 것이므로 화구로 취급한다는 것이다.
삼국사기, 고려사, 조선왕조실록, 승정원일기 등에는 화구에 관한 기록이 많이 나온다.
소리가 나는 유성을 영어로는 ‘bolide’라고 하는데, 국제천문연맹에서는 이 용어에 대해서 따로 정의하지는 않고 화구과 같은 범주로 취급한다. 한국의 역사 기록에는 소리가 나는 유성의 기록이 여럿 있다.

## 관련 용어
- 유성 중 밝은 것을 특히 화구 또는 불꽃별똥이라고 한다.
- 유성이 다 타지 않고 지상에 떨어진 것을 운석 또는 별똥별이라 한다.
- 유성 중 하늘의 특정 지점에서 떨어지는 듯이 보이는 유성의 무리를 유성군(또는 별똥떼), 유성우(또는 별똥비), 별똥소나기, 별똥만발 등으로 부른다.
- 동일한 유성군의 유성들이 시작되는 듯 한 점에 모이는 특정 지점을 복사점이라 한다.
- 유성군에 속하지 않는 유성을 산발유성 또는 산발별똥이라 한다.